# Isabelle d'Aragon (1380-1424)
Pour les articles homonymes, voir Isabelle d'Aragon.
Isabelle d'Aragon (vers 1380 — 1424) est une fille de Pierre IV, roi d'Aragon, et de sa quatrième épouse Sibylle de Fortià. Elle était infante d'Aragon et comtesse d'Urgell par mariage.

## Famille
Isabelle est la plus jeune des onze enfants nés de Pierre IV d'Aragon. Ses frères aînés, Elphonse et Pierre, sont tous deux morts jeunes. Parmi ses demi-frères, il y a les rois Jean Ier et Martin Ier d'Aragon. Parmi les demi-sœurs d'Isabelle figurent Constance, reine de Sicile, Jeanne, comtesse d'Ampurias, et Éléonore, reine de Castille.

## Mariage
Elle épouse à Valence le 29 juin 1407 Jacques II, comte d'Urgell et, peu après le mariage, Jacques est nommé lieutenant général du royaume d'Aragon, en 1408.
Le comté d'Urgell est confisqué et réuni à la Couronne en 1413, après la révolte de son mari contre le roi Ferdinand Ier, qui avait été choisi en 1412 pour monter sur le trône d'Aragon (compromis de Caspe), malgré les droits de Jacques II, que ce dernier estimaient plus solides, étant descendant en lignée masculine de la maison royale d'Aragon. Plus tôt, Ferdinand avait offert à Jacques 150 00 florins et le titre de duc de Montblanc, et propose une union entre Henri d'Aragon, son fils, et Isabelle d'Urgell, fille de Jacques et d'Isabelle, mais Jacques avait refusé l'offre de Ferdinand, sur le conseil de sa mère. En plus de la perte de son titre et de ses biens, Jacques a été jugé et condamné à la réclusion à perpétuité.
Le couple avait eu cinq enfants :
- Isabelle (1409-1430), mariée en 1428 au duc de Coimbra Pierre de Portugal. Leur fille Isabelle sera reine de Portugal par son mariage avec le roi Alphonse V[2] ;
- Éléonore (1414-après 1438), mariée en 1436 à Raymond Orsini, comte de Nola, puis prince de Salerne ;
- Jeanne (1415-1446), mariée en 1435 au comte de Foix Jean Ier, puis en 1445 au comte de Cardona Jean Raymond Folch III ;
- Philippe (mort avant 1424) ;
- Catherine (morte avant 1424).

Isabelle meurt en 1424 après avoir survécu à au moins deux de ses enfants. Son mari est encore en prison, à Xàtiva, où il meurt en 1433.